# Beyond Istanbul
Beyond Istanbul ist ein Studioalbum des weiblichen deutsch-türkischen DJs İpek İpekçioğlu, auch bekannt als DJ Ipek. Es wurde 2006 u. a. mit einer Aufnahme in die Bestenliste des Preises der deutschen Schallplattenkritik ausgezeichnet.

## Albuminformationen
Die CD-Produktion, die den Untertitel Underground Grooves of Turkey trägt, erschien 2006 bei dem Schallplattenlabel Trikont. Es spiegelt in seinem Stilmix die musikalische Vielfalt der türkischen Metropole Istanbul wider, mischt „griechische, arabische, kurdische, türkische und andere Klänge wild durcheinander (...), technoide Disco-Tracks mit Orient-Schlagern oder anspruchsvollen Bauchtanz-Rhythmen“ (Daniel Bax). Der Verlag bewirbt das Werk inzwischen mit einem Zitat aus der tageszeitung: „Hier werden elektronische Beats mit folkloristischen Elementen gemixt - ein Clash - ein Spielen mit Identitäten und mit Musik - man denkt, das geht auf keinen Fall zusammen und dann geht es eben doch“. Die Süddeutsche Zeitung nannte das Album eine visionäre "eklektizistische Entdeckungsreise [...] unmittelbar in ein Land der krassen gesellschaftlichen Umbrüche [führt], weit jenseits der Klischees und bekannter Pop-Exporte wie Sänger Tarkan." Das Hamburger Abendblatt sprach von "musikalische[r] Aufklärungsarbeit vom Allerfeinsten." Das Musikfachmagazin Rolling Stone sah in Beyond Istanbul einen "scheuklappen- und ideologiefreie Querschnitt".
DJ Ipek mixt auf dem Album Musikstücke von aus der Türkei stammenden Folkmusikern wie Şivan Perwer, Pop- oder Rocksängerinnen wie Göksel oder Nil Karaibrahimgil bis hin zu Rappern und Hip-Hoppern wie Ceza.

## Entstehung
Das Album orientiert sich an den monatlichen "Gayhane"-Nächten DJ Ipeks im Kreuzberger Szene-Club SO36. Manche Kritiker sehen das Album daneben auch in der direkten Nachfolge und Weiterführung von Fatih Akins Musikdokumentation Crossing The Bridge – The Sound of Istanbul aus dem Jahr 2005.

## Titelliste
1. The Night Session: La Mirage
2. Şivan Perwer: Heybiyenin
3. Çay Taylan: Ciftetelli
4. Nil Karaibrahimgil: Bütün kızlar toplandık
5. Baba Zula: Kısaltmalar
6. Orient Expressions: Ehmedo
7. Ayhan Sicimoğlu: Reggae Turca Tone
8. dZihan & Kamien: Just You & I
9. Ceza: Rapstar
10. Burhan Öçal feat. Emel Sayın: Cile bülbülüm
11. Baba Çay: Mancis
12. Brooklyn Funk Essentials feat. Laço Tayfa: Ska ka bop
13. Burhan Öçal & Trakya All Stars: Tekirdağ karşılaşması
14. Göksel: Depresyondayım
15. Replikas: Ömür sayacı
16. Taner Demiralp: Gül yüzlülerin şevkine gel

## Auszeichnungen
Die Juroren der Vereinigung „Preis der deutschen Schallplattenkritik“ werteten die Produktion als eine der "künstlerisch herausragenden Neuveröffentlichungen des Tonträgermarktes" und nahmen es in die Bestenliste 4/2006 auf. Beyond Istanbul war „Album des Monats“ der Sendung „Weltempfänger“ des Bayerischen Rundfunks für den Juli 2006. Das Album fand bei Plattenkritiken im In- und Ausland, darunter auch im englischen The Daily Telegraph, positiven Anklang.

## Weblink
- Seite der Plattenfirma zu dem Album mit Links zu zahlreichen Presseberichten (Memento vom 10. Oktober 2011 im Internet Archive)